# The Fall of Hearts
The Fall of Hearts è il decimo album in studio del gruppo musicale svedese Katatonia, pubblicato il 20 maggio 2016 dalla Peaceville Records.

## Tracce
Testi e musiche dei Katatonia.
1. Takeover – 7:08
2. Serein – 4:46
3. Old Heart Falls – 4:22
4. Decima – 4:46
5. Sanction – 5:06
6. Residual – 6:54
7. Serac – 7:25
8. Last Song Before the Fade – 5:01
9. Shifts – 4:54
10. The Night Subscriber – 6:10
11. Pale Flag – 4:23
12. Passer – 6:31

Traccia bonus nell'edizione LP
1. Sistere – 4:11

Traccia bonus nell'edizione speciale
1. Vakaren – 4:54

Tracce bonus nell'edizione giapponese
1. Night Comes Down – 4:11 (Glenn Tipton, Rob Halford, K. K. Downing) – originariamente interpretata dai Judas Priest

Tracce bonus nell'edizione deluxe
1. Vakaren – 4:54
2. Sistere – 4:11

Tracce bonus nell'edizione deluxe digitale
1. Vakaren – 4:54
2. Sistere – 4:11
3. Wide Awake in Quietus – 4:59

CD bonus nella Tour Edition
1. Last Song Before the Fade (Live) – 5:26
2. Serein (Live) – 5:03
3. Old Heart Falls (Live) – 4:46
4. Journey Through Pressure (Live) – 5:04

## Formazione
Gruppo
- Jonas Renkse – voce, chitarra, tastiera, arrangiamento
- Anders Nyström – chitarra, cori, tastiera, arrangiamento
- Niklas Sandin – basso, arrangiamento
- Daniel Moilanen – batteria, arrangiamento

Altri musicisti
- JP Asplund – percussioni
- Roger Öjersson – assolo di chitarra (tracce 1, 7 e 12)

Produzione
- Anders Nyström – produzione
- Jonas Renkse – produzione
- Karl Daniel Lidén – ingegneria del suono
- Jens Bogren – missaggio, mastering
- Tony Lindgren – mastering vinile

## Classifiche
| Classifica (2016)          | Posizione massima |
| -------------------------- | ----------------- |
| Austria                    | 28                |
| Belgio (Fiandre)           | 77                |
| Belgio (Vallonia)          | 167               |
| Finlandia                  | 6                 |
| Francia                    | 144               |
| Germania                   | 11                |
| Italia                     | 60                |
| Paesi Bassi                | 42                |
| Portogallo                 | 32                |
| Regno Unito                | 70                |
| Regno Unito (rock & metal) | 4                 |
| Spagna                     | 82                |
| Stati Uniti                | 188               |
| Stati Uniti (hard rock)    | 5                 |
| Stati Uniti (rock)         | 18                |
| Svezia                     | 31                |
| Svizzera                   | 48                |